# Schopper György
Schopper György (Pest, 1819. március 9. – Rozsnyó, 1895. április 10.) bölcseleti és teológiai doktor, rozsnyói püspök.

## Élete
Vagyonos kereskedő-szülők gyermeke. Miután Tatán és a fővárosban elvégezte a középiskolákat, két évig a pozsonyi Emericanumban volt, azután pedig a bölcseletre 1835-ben Nagyszombatba, a teológiára 1837-ben a bécsi Pázmáneumba ment. A szigorlatok letétele után a pesti egyetemen bölcseleti, a bécsin teológiai doktorrá avatták.
Pappá szenteltetvén, káplán volt Pozsonyban, 1846-ban a bécsi Pazmaneum tanulmányi felügyelője. 1848-ban kinevezték esztergomi teológiai tanárrá, 1855. február 22-én budapesti egyetemi hittanárrá; 1860. március 4-én a hittani kar dékánjává választották, 1861. október 29-én prorektorrá, az 1864-65. tanévre egyetemi rektorrá (1865. június 9-én, midőn a király ő Felsége az egyetemet meglátogatta, 950 forintnyi alapítványt tett, melynek évi kamatjai az egyetem legszorgalmasabb és jó magaviseletű hallgatója jutalmazására fordították); 1866. április 26-án esztergomi címzetes kanonokká, 1868. március 2-án valóságos esztergomi kanonokká nevezték ki.
1870. szeptember 29-én elnyerte a királyhegyi apátság címét és a Pázmáneum kormányzásával bízták meg. 1872 februárjában ő felsége a rozsnyói püspöki székre emelte őt. 1887-ben ötvenéves bölcseletdoktori jubileuma alkalmával a budapesti egyetemi tanács tiszteletbeli doktori diplomával tüntette ki, a pápa pedig 1888-ban trónállójává és római gróffá tette. 1891-ben valóságos belső titkos tanácsossá nevezték ki. A liberális egyházpolitika legtranszigensebb ellenfele volt. A bécsi hittani kar tagja, zsinati és egyházmegyei könyvvizsgáló, a jogtörténelmi államvizsga bizottmányi tagja volt. Rendes tanárságának éveiben 1856 és 1868 között beutazta Ausztria, Németország, Svájc, Olaszország, Franciaország és Anglia nevezetesebb városait.
Rozsnyón 300 000 forint alapítvánnyal kórházat, árvaházat, gyermek-szemináriumot (Kósa-Schopper-intézet) építtetett, az apácáknak zárdát, díszes könyvtárhelyiséget emelt 24 000 frtnyi költséggel, 15 000 forinton egy vasas fürdőt létesített; ő készítette a budapesti bazilika nagy harangját és sajátjából ezreket fordított évenként jótékony célokra.
Cikkei a Religióban (1857. Néhány szó a magán-nevelőintézetekről, A vasárnapok megszenteléséről, A nép hitélete Sziléziában, 1858. Mikép igazolták mindenkor a zsidók Krisztusbani hitetlenségüket? Valjon a 72 tanítvány utódjai-e a presbyterek? M. győri áldozárnak ugyanez ügyben, Péntek és 13., Newmann eszméi az egyetemekről és papnöveldékről, 1889. I. 11. sz. Levél a szerkesztőhöz; Frankovics Gergely, Stansit Horváth Gergely és Perneszi András); a Magyar Államba Veteran és Scipio aláírással számos cikket írt.

## Munkái
- Emlékbeszéd, melyet néhai Márkfy Samu, sz. Benedekrendű Pannonhalmi áldozár, hittanár, m. akadémiai lev. tag... egyetemi rector felett 1861. sz. András hó 2. az egyetem nagyobb dísztermében tartott. Buda, 1861
- Beszéd, melyet a valódi tudomány főkellékeiről, a m. kir. tud.-egyetem ujjáalakítása LXXXV. évfordulati ünnepélyén 1865. sz. Iván hó 25. mondott. Uo. 1865
- A polgári házasság. Fejtegeti... Uo. 1868
- Mily jelleggel bír voltakép a magyar tudományegyetem? Fejtegeti Tömöri. Kiadja az esztergomi irodalmi egylet. Pest, 1868 (VI. Korkérdés, megjelent a Religio 1866. II. 19-23.).
- Mi czélja lehet napjainkban egy általános közzsinatnak? Kidja az esztergomi irodalmi egylet. Esztergom, 1869 (XI. Korkérdések)
- Sermones pastorales, quos dum gubernacula regiminis ecclesiastici capesseret, ad clerum et populum dioec. Rosn. dixit. Pestini, 1872
- Epistola Past... super tempore Communionis Paschalis. Rosnaviae, 1872
- Epistola Past., ope cuius Breve Apostolicum intuitu novi officii et novae Missae de immaculata B. Mariae V. Conceptione nondum vulgatum, in sua Dioecesi publici juris fecit. Uo. 1872
- Epistola P. pro tempore Sacrae Quadragesimae. Uo. 1872
- Epistola Past., medio cujus Decreta Concilii Vaticani oecumenici publicantur. Uo. 1872
- Epistola Past. super aspersione aquae benedictae nonnullis in locis Dioeceseos neglectae. Uo. 1872
- Communitatis J. Comitatus Scepusiensis Litterae, in quibus tempore Cholerae circa Sacramentis provisos et summa caritate fotos infirmos Cleri solertia dignis celebratur laudibus. Eidem communicatur. Uo. 1873
- Epistola Past. contra Ephemerides perversis principiis referta directe. Uo. 1874
- Epistola Past. contra eos fulminata qui asserunt: progenitam sobolem status prius, quam genitorum constituere proprietatem. Uo. 1875
- Epistola Past. super indicto per S. Pontificem Pium IX. Jubilaeo. Uo. 1875
- Epistola Past. contra idola moderni aevi. Uo. 1876
- Epistola Past. super abusibus in publica SS. Sacramenti expositione compertis. Uo. 1880